# Prodalmannia variabilis
Prodalmannia variabilis är en tvåvingeart som beskrevs av Mario Bezzi 1929. Prodalmannia variabilis ingår i släktet Prodalmannia och familjen Pyrgotidae. Inga underarter finns listade i Catalogue of Life.